# Jonathan M. Shiff
Jonathan M. Shiff est un producteur australien. Il a réalisé la série télévisée Les sirènes de Mako, H2O ou encore Océane.
Ses œuvres sont projetés dans plus de 130 pays.
Il a créé Jonathan M. Shiff Productions en 1988, qui ont reçu notamment le BAFTA Award for Best Children's International Programme[réf. nécessaire].

## Filmographie

### Série télévisée
- 1991 : Kelly
- 1994 : Océane (Ocean Girl)
- 1999 : Les Nomades du futur
- 2001 : Cybergirl
- 2001 : Horace et Tina
- 2003 : Mission pirates
- 2004 : Coups de génie
- 2005 : Scooter: Secret Agent
- 2006 : H2O
- 2007 : Mission pirates: Le trésor perdu de Fiji
- 2009 : Son Altesse Alex
- 2012 : Lightning Point
- 2013 : Les Sirènes de Mako
- 2013 : Reef Doctors
- 2018 : Le Bureau des affaires magiques
- TBA : Ocean Girl: A New Generation

### Série télévisée d'animation
- 1993 : Les Aventures extraordinaires de Blinky Bill
- 2000 : Les nouvelles aventures d'Océane, la fille de l'océan (The New Adventures of Ocean Girl)
- 2015 : H2O: Mermaid Adventures